# Alberto Zapater
Alberto Zapater Arjol (Ejea de los Caballeros, Zaragoza, 13 de junio de 1985), conocido deportivamente como Zapater, es un futbolista español. Se desempeña como centrocampista y su actual equipo es el Atlético Ottawa de la Canadian Premier League.
Es el tercer jugador con más partidos oficiales disputados en la historia del Real Zaragoza. 

## Trayectoria
Real Zaragoza
Comenzó su carrera futbolística con la S. D. Ejea, el equipo de fútbol de su localidad natal, Ejea de los Caballeros. En el año 2004 fue nombrado Mejor juvenil de Fútbol de Aragón, tras haber completado una gran temporada con el Real Zaragoza en la División de Honor Juvenil en la que anotó doce goles jugando en la posición centrocampista de corte ofensivo. El entonces entrenador del primer equipo del Real Zaragoza, Víctor Muñoz, decidió llevárselo a la pretemporada, con el fin de comprobar su capacidad. Le convenció y le hizo debutar como titular en el primer partido oficial de la temporada, en el estadio de La Romareda ante el Valencia C. F. en la ida de la Supercopa de España.
En la temporada 2004/05 se ganó la titularidad y participó con el equipo maño en la Copa de la UEFA. También debutó con la selección española sub-21. Al finalizar la temporada fue convocado para disputar el Mundial sub-20 de los Países Bajos, donde España cayó en cuartos de final ante Argentina.
En la 2005/06 tuvo más peso que en la temporada anterior y mostró una evidente progresión. El Real Zaragoza realizó asimismo un gran campeonato en la Copa del Rey, llegando como favorito a la final que disputaría frente al R. C. D. Espanyol, contra el que sin embargo caería derrotado.
El 28 de diciembre de 2006 disputó su primer y único partido con la selección de fútbol de Aragón portando el brazalete de capitán, contra la selección de fútbol de Chile, en el que además sería el primer partido internacional de la selección de Aragón contra una selección FIFA, encuentro que terminaría con la victoria por la mínima para los aragoneses.
En la temporada 2007/08 Zapater fue nombrado segundo capitán del equipo, pero la suplencia de Luis Carlos Cuartero, primer capitán, provocaba que siempre fuese él quien portase el brazalete. En la 2008/09 Cuartero se retiró y fue nombrado primer capitán.
En julio de 2009 Zapater fue fichado por el Genoa F. C. italiano, a cambio de unos 4 millones de euros. El 27 de julio Alberto Zapater abandonó la concentración de Navaleno, Soria, que realizaba con el Real Zaragoza. El jugador viajó a Zaragoza para incorporarse inmediatamente con el equipo italiano.
Genoa F. C.

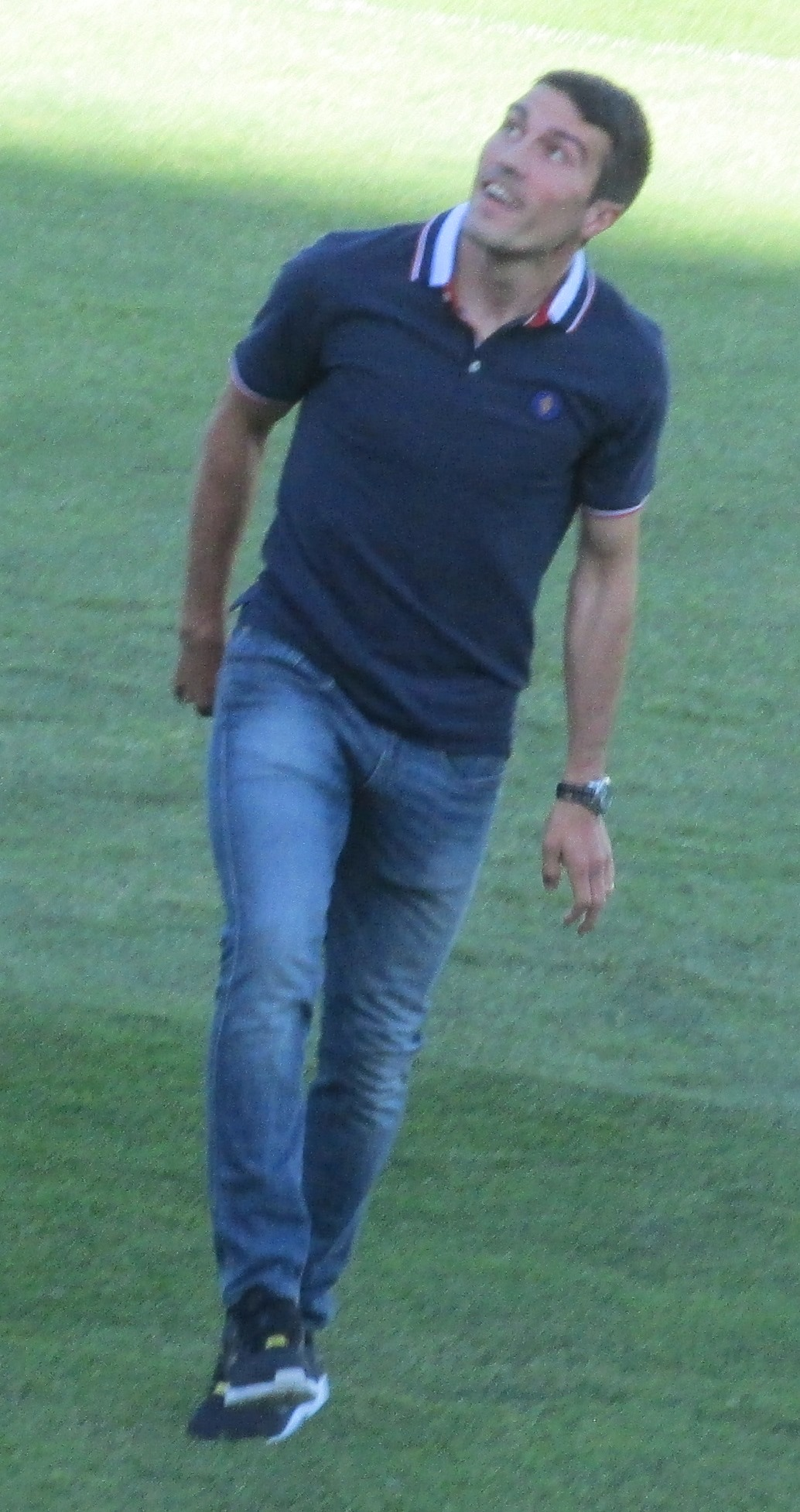
Alberto Zapater el día de su presentación en su retorno a La Romareda.

El 23 de agosto de 2009 debutó en la Serie A italiana con el Genoa, en un encuentro contra la Roma, dando la asistencia de cabeza para el primer gol, marcando el segundo gol de su equipo, un espectacular gol de falta ajustado por la escuadra derecha del portero, e inició la jugada de estrategia del definitivo tercer gol, que a la postre terminarían ganando por 3 a 2.
Sporting de Lisboa
El 5 de agosto de 2010 se hizo oficial su fichaje por el Sporting de Lisboa, donde pudo debutar en la Liga de Campeones de la UEFA. El 27 de julio de 2011, rescindió su contrato con el Sporting de Lisboa.
Lokomotiv de Moscú
El 3 de agosto de 2011 se hizo oficial su fichaje por el FC Lokomotiv Moscú. Zapater llegó libre y pactó su contrato por cinco temporadas. Alberto Zapater se unió a César Navas del Rubin Kazán y a Marc Crosas del FC Volga como los tres únicos integrantes españoles de la Liga Premier de Rusia. Sin embargo, a pesar de realizar una buena temporada en su primer año, apenas jugaría en la siguiente, disputando su último partido oficial el 20 de julio de 2013, y pasando un calvario con sus lesiones sobre todo en la zona del pubis y espalda. El club y el jugador llegan a un acuerdo en verano de 2015 para rescindir su contrato, quedando sin equipo.
Regreso al Real Zaragoza
Durante los siguientes meses, llevaría a cabo un entrenamiento y recuperación individualizada de los citados problemas musculares con el recuperador físico del Real Zaragoza, Andrés Ubieto, y las lógicas especulaciones de que regresaría al club blanquillo definitivamente. Así finalmente, el 19 de junio de 2016, el Real Zaragoza anuncia su fichaje, firmando por dos temporadas en esta nueva etapa.
Tras siete temporadas en el Real Zaragoza, el 18 de mayo de 2023 anuncia su salida del club.
Atlético Ottawa
El 28 de junio de 2023 se oficializa el fichaje por el Atlético Ottawa por lo que resta de temporada 2023, con opción a una temporada más.

## Selección nacional
Fue internacional sub-20 y sub-21 con la selección de fútbol de España en varias ocasiones. Participó en el Mundial sub-20 de 2005, en una selección sub-20 en la que se encontraban Cesc Fábregas, David Silva o Fernando Llorente, entre otros. Marcó el único gol del encuentro que supuso la eliminación de España frente a Argentina por 1-3 en los cuartos de final. De 2004 a 2006 fue un habitual en la sub-21 española.

## Clubes
| Club               | País     | Año       |
| ------------------ | -------- | --------- |
| Real Zaragoza      | España   | 2004-2009 |
| Genoa F. C.        | Italia   | 2009-2010 |
| Sporting de Lisboa | Portugal | 2010-2011 |
| Lokomotiv de Moscú | Rusia    | 2011-2015 |
| Real Zaragoza      | España   | 2016-2023 |
| Atlético Ottawa    | Canadá   | 2023-     |

## Palmarés

### Torneos nacionales
| Título              | Club          | País   | Año  |
| ------------------- | ------------- | ------ | ---- |
| Supercopa de España | Real Zaragoza | España | 2004 |